# スケッチ

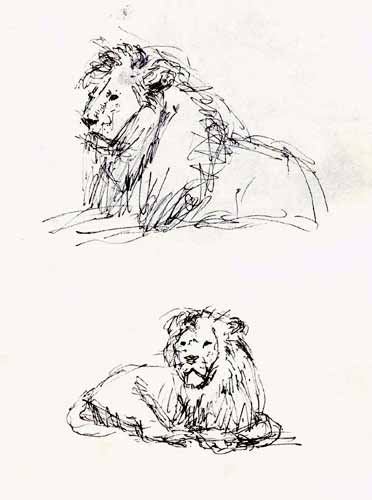
スケッチ

スケッチ（sketch）は、人物や風景などを大まかに描写すること。写生（しゃせい）、粗描・素描（そびょう）､ドローイングとも言う。また、画稿ともいい、肉筆画の一種である。

## 概要
絵画における基本的な作業で、美術の訓練としても行われる。主に鉛筆を使用し、スケッチブックに描き留める。彩色を行う場合もあり、スケッチしたものを、水彩や油彩、版画の作品に仕上げることもある。
特に、簡単にスケッチすることをラフスケッチ、
アイデア、造形案などの検討で、そして他者とのコミュニケーション用のスケッチをアイデアスケッチ、
素早くより簡潔に描写することをクロッキーと言う。

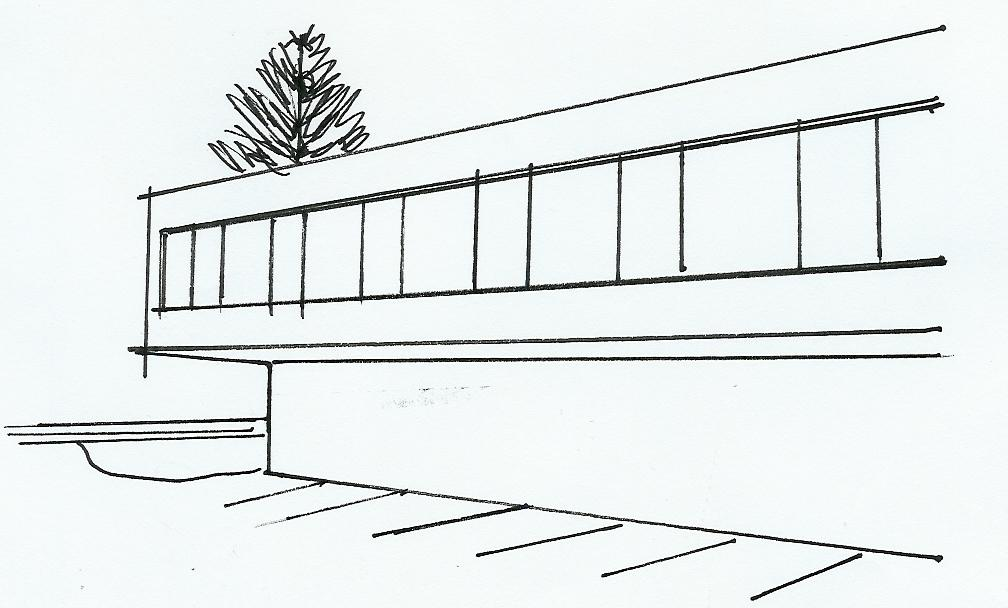
政府庁舎のスケッチ

スケッチは通常作品を完成作品としてまだ意図されていない場合にすぐに実行できる手描きの描写、後で使用するためのアイデアを記録する方法でもある。建築家のスケッチは主に、図面完成作業が高価で時間がかかる場合、完成作業の前にさまざまなアイデアを試し構成を検討作成する方法として役立つ。
たとえば、建築スケッチは一種のダイアグラムである。これらのスケッチはメタファーのように設計を補助支援するコミュニケーション手段として建築家によって活用されている。このツールは設計者の仮想・仮の設計において解決属性を抽象化し、その複雑なパターンを要約して設計プロセスを強化するのにも役立つ。

## 建築のスケッチ

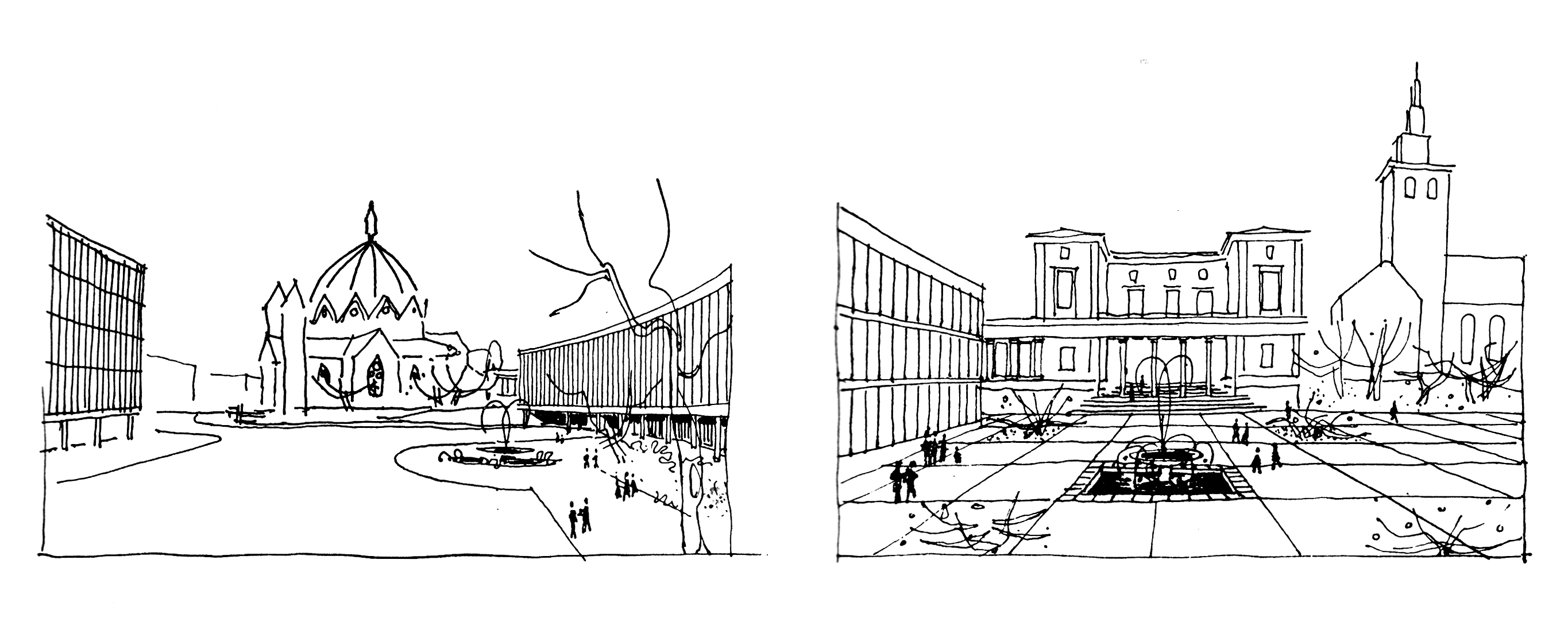
建築家の初期のコンセプトスケッチ。

スケッチとは、素早い実行のフリーハンド描画で、アイデアを記録および生み出すための簡単な方法である。ダイアグラムもフリーハンドで描くこともできるが、デザインのロジックを生み出すためにシンボルを扱う。どちらもより見やすい形式に仕上げ、デザインの原則を伝えるために活用することができる。 

建築では、図面を完成させる作業は経費も時間もかかるので、建築の実施作業が始まる前に設計をできるだけ詰めておくことが重要である。現代の複雑な建物には、さまざまな専門分野の大規模なチームが関与しており、設計を調整された結果に向かって進めるためには、設計の初期段階でのコミュニケーションが不可欠で  建築家（およびその他の設計者）は、スケッチや図表を活用して新しい調査設計を開始し、特定の設計問題にも適切に対応できるような大まかな設計案を作成している。 

建築設計には、審美的と実用的という2つの基本的な要素があるが美的要素にはレイアウトと外観、予想される素材の感触、そして人々が建物を認識する方法に影響を与える文化的なリファレンスが生じる。 実際的な関心事には、さまざまな活動に割り当てられるスペース、人々が建物に入って移動する方法、昼光と人工照明、音響、交通騒音、法的事項と建築基準、その他多くの問題があり、両方の側面から部分的かつ慣習的な問題である間は、あらゆるサイトが異なるので多くの建築家は積極的に技術革新を模索し、それによって問題の解決されるべき数を増やしている。 

建築案の出発はしばしば封筒/ナプキン/タバコの包み/バブルガムの包装紙の裏側に描かれたデザインを指す。  最初の案は途中で捨てなければならなくなっても重要である。なぜなら、それらはデザインが発展するための中心的な考えを提供するからである。  こういうスケッチは不正確であっても使い捨てであり、さまざまなアイデアをすばやく出していくために思考の自由が考慮されている。 デザインがスケールドローイングに専念しはじめると選択しが急激に減少するので、スケッチ段階は常に不可欠なことである。 

ダイアグラムは主に実用上の問題を解決するために活用される。 設計の初期段階では、設計者はダイアグラムを活用してアイデアやソリューションを開発、探索、伝達する。設計分野における思考、問題解決、およびコミュニケーションに欠かせないツールであり、ダイアグラムは空間的な関係を解決するためにも利用することができるが、力や流れ、例えば太陽や風の力、あるいは建物を通る人や物の流れを表すこともできる。 
分解図では、構成部品が何らかの方法で分解されていることを示しているため、それぞれを個別に確認できる。このビューは技術マニュアルでは一般的であるが、概念図または技術的詳細を説明するために建築などでも利用される。 破断図では、内部、または内部構造の詳細を示すために外部の一部が省略されている。  これは多くの建築用製品やシステムを含む技術的な説明図では一般的であるが、実際には建築の図面ではほとんど利用されていない。 

## ギャラリー

Subjects, styles and media
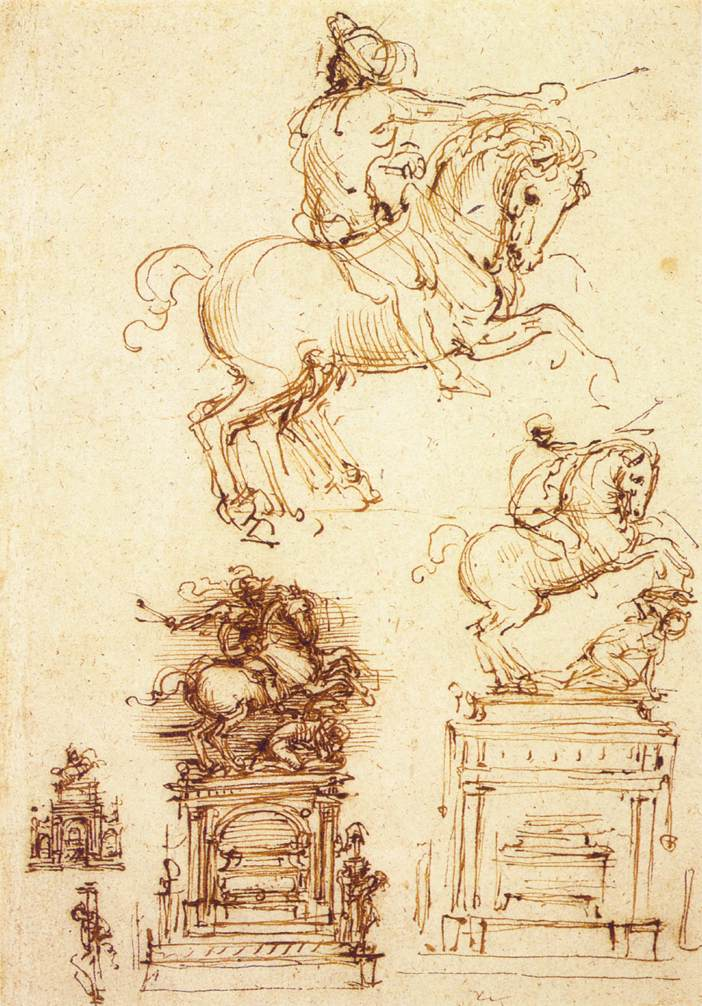
乗馬記念碑のためのセピアのスケッチ3本、レオナルド・ダ・ヴィンチ 1508-10
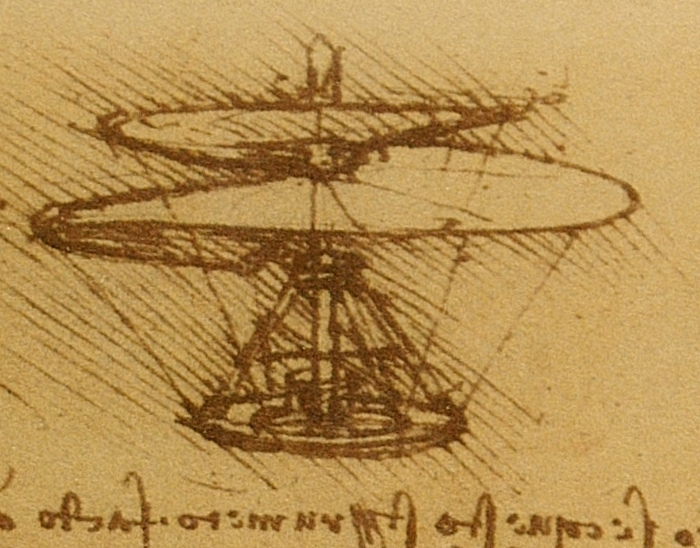
スパイラルローター。レオナルド・ダ・ヴィンチが搭載した飛行機のアイデアをペンとインクでスケッチ
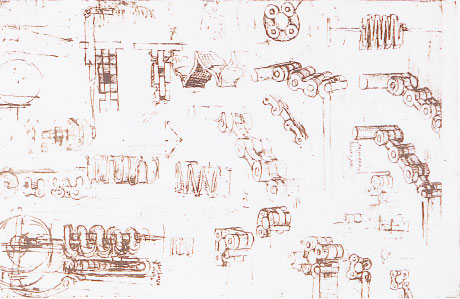
レオナルド・ダ・ヴィンチのローラーチェーンのスケッチ。 スケッチノートブックに書かれた最初のスケッチとされる
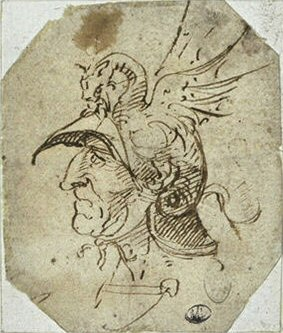
パレード用ヘルメット、ミケランジェロのスケッチ, 1500年代
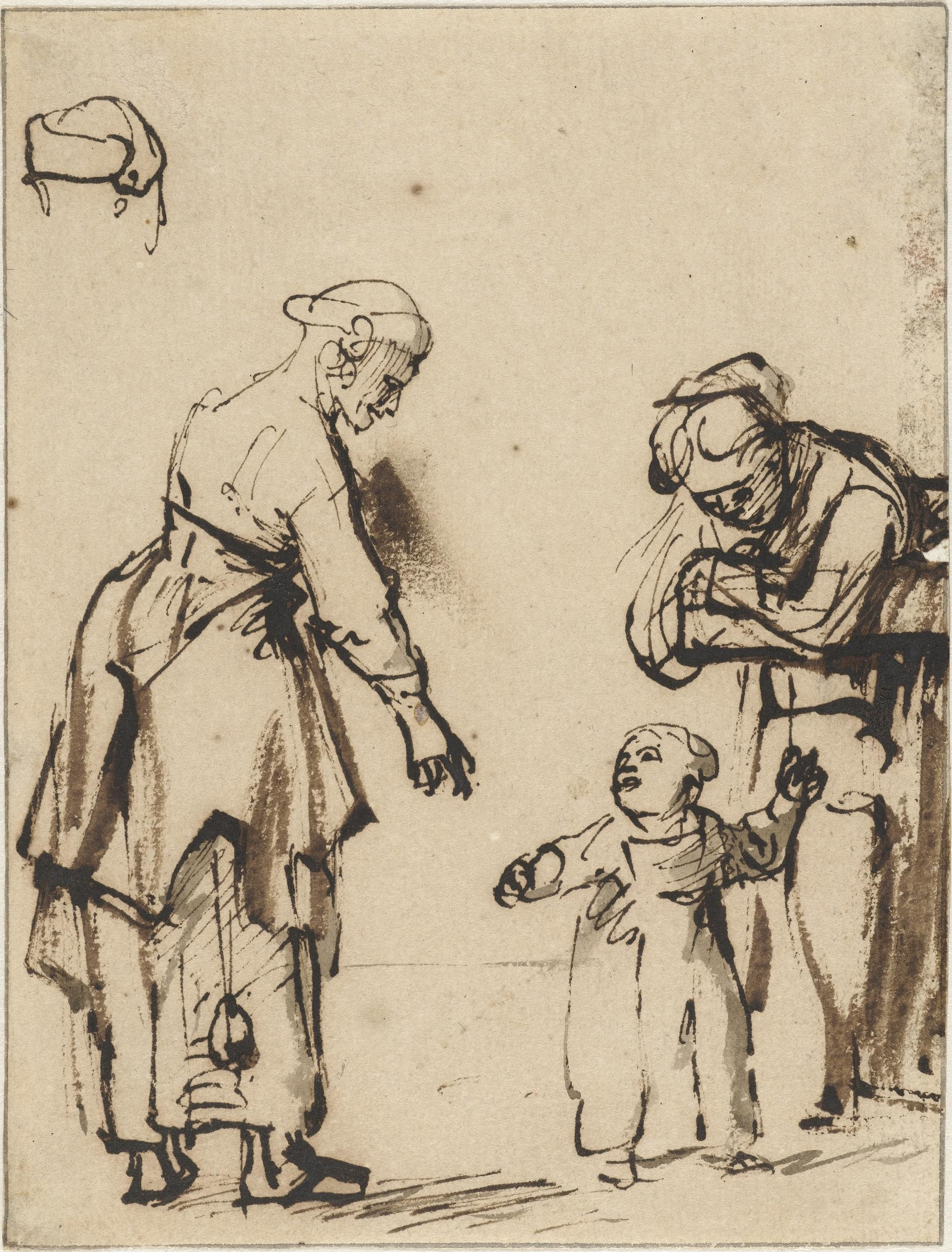
歩行を赤ちゃんに教える2人の女性をインクで描いたスケッチ、カレル・ファブリティウス, 1640年代
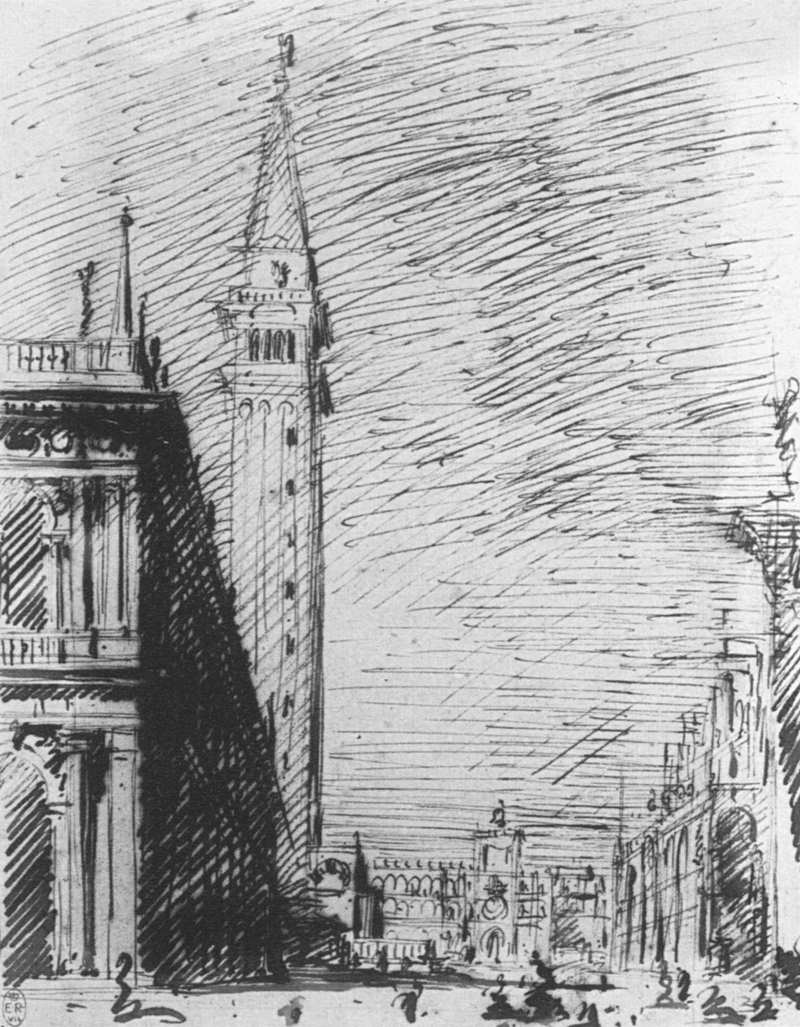
小広場を鉛筆やインクでスケッチ、ヴェネツィア、カナレット, 1730年代
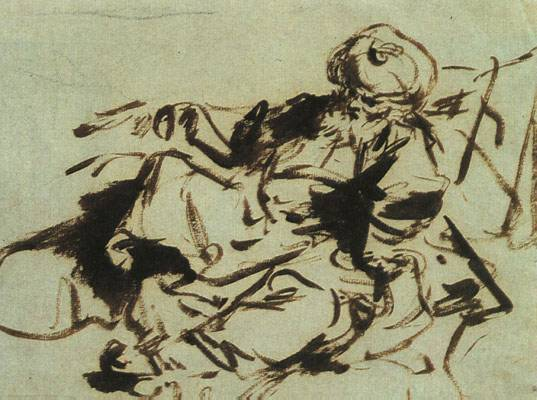
The Pasha, ジャン・オノレ・フラゴナールによるインクスケッチ、1700年代後半
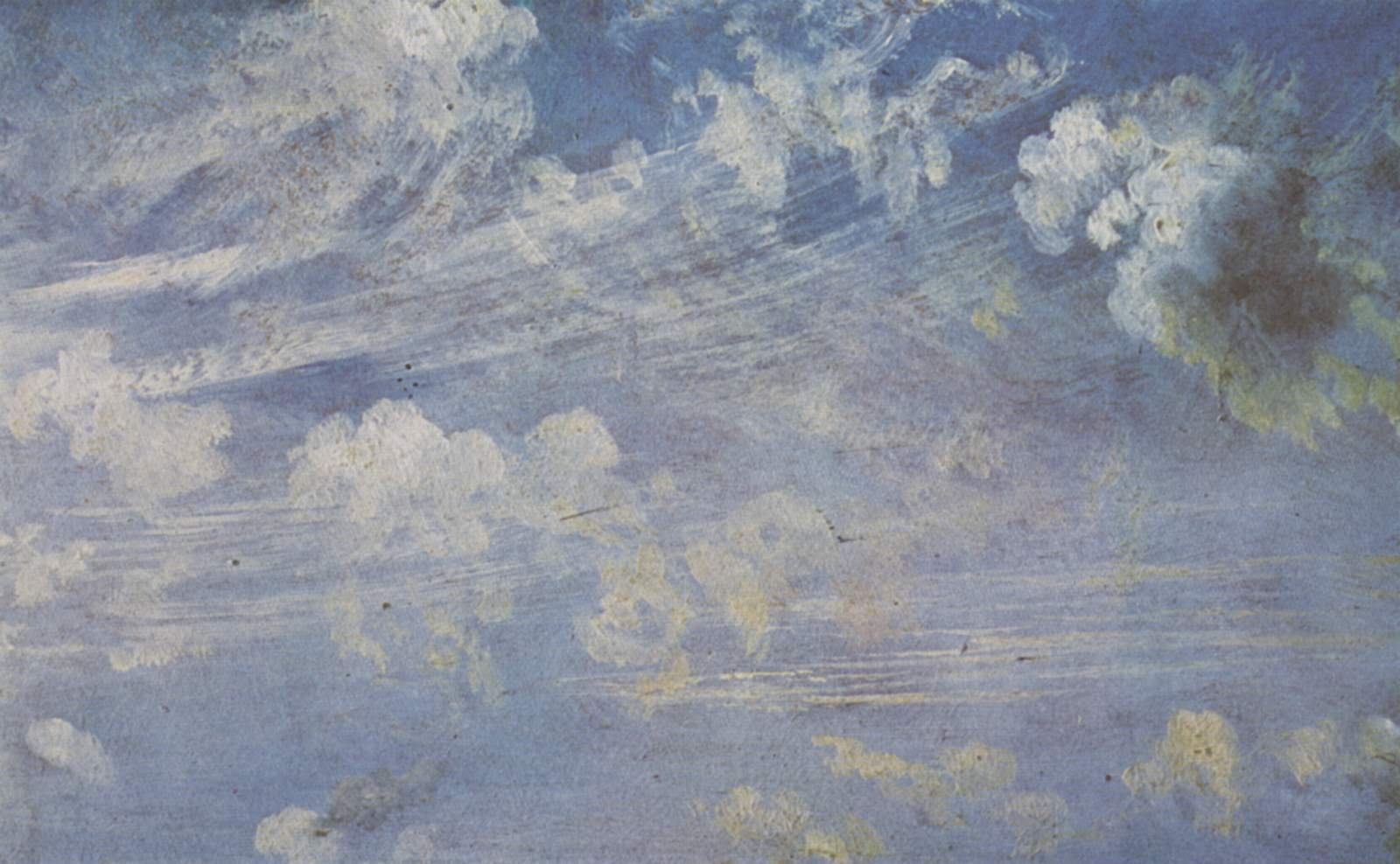
雲の油絵スケッチ　ジョン・コンスタブル、1821年から22年
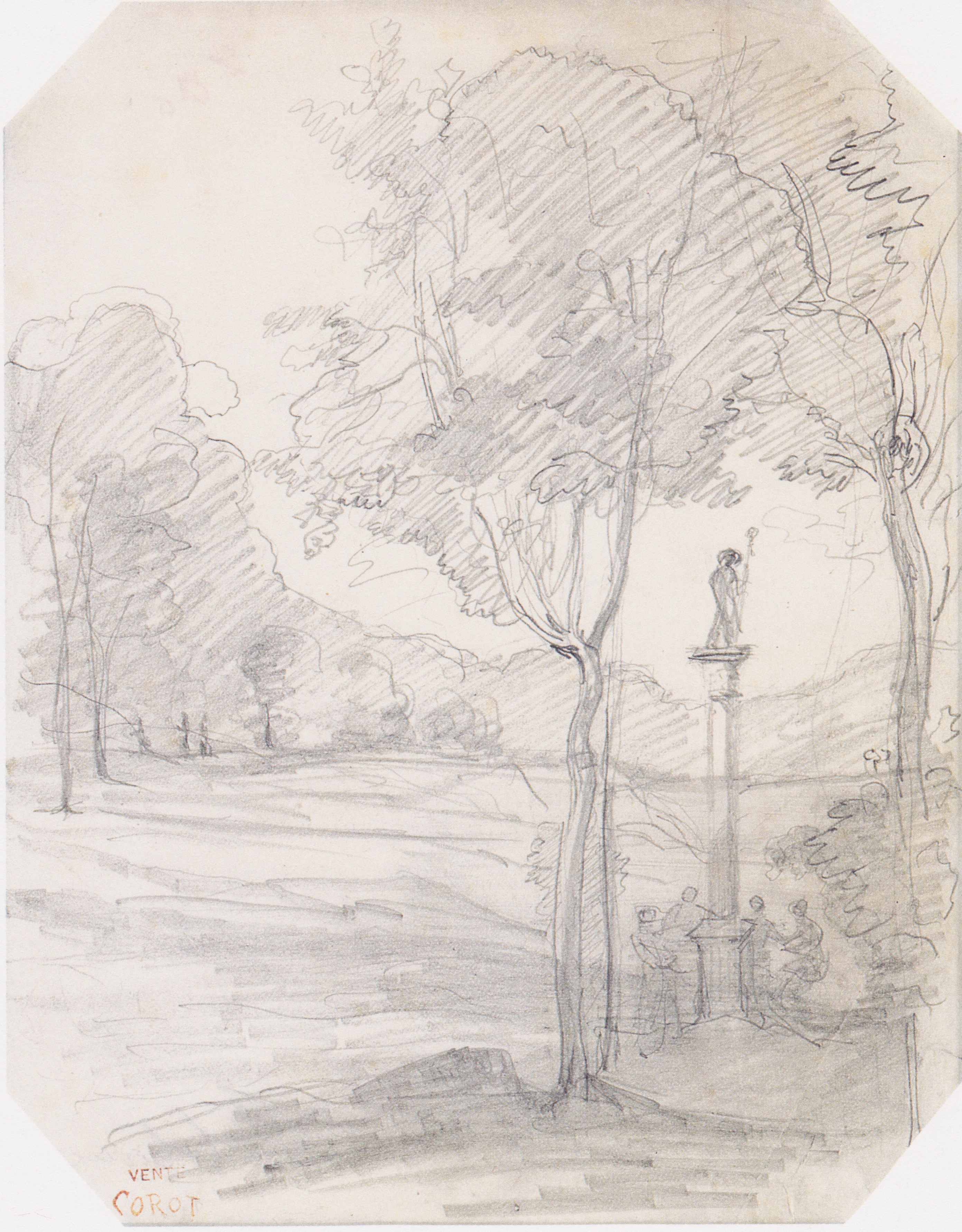
カミーユ・コローによる鉛筆の風景のスケッチ、1870
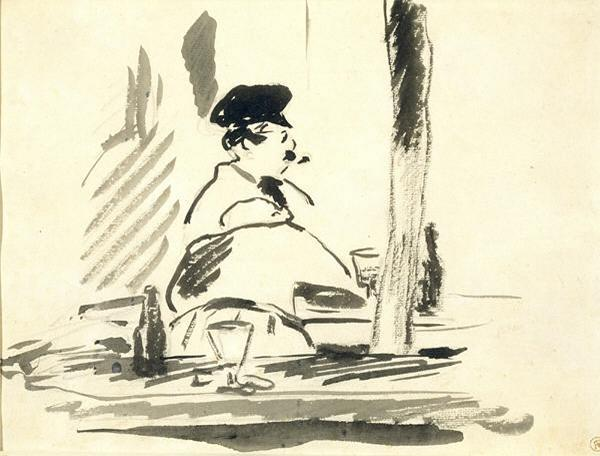
ル・ブション, エドゥアール・マネによるブラシとインクスケッチ、1878
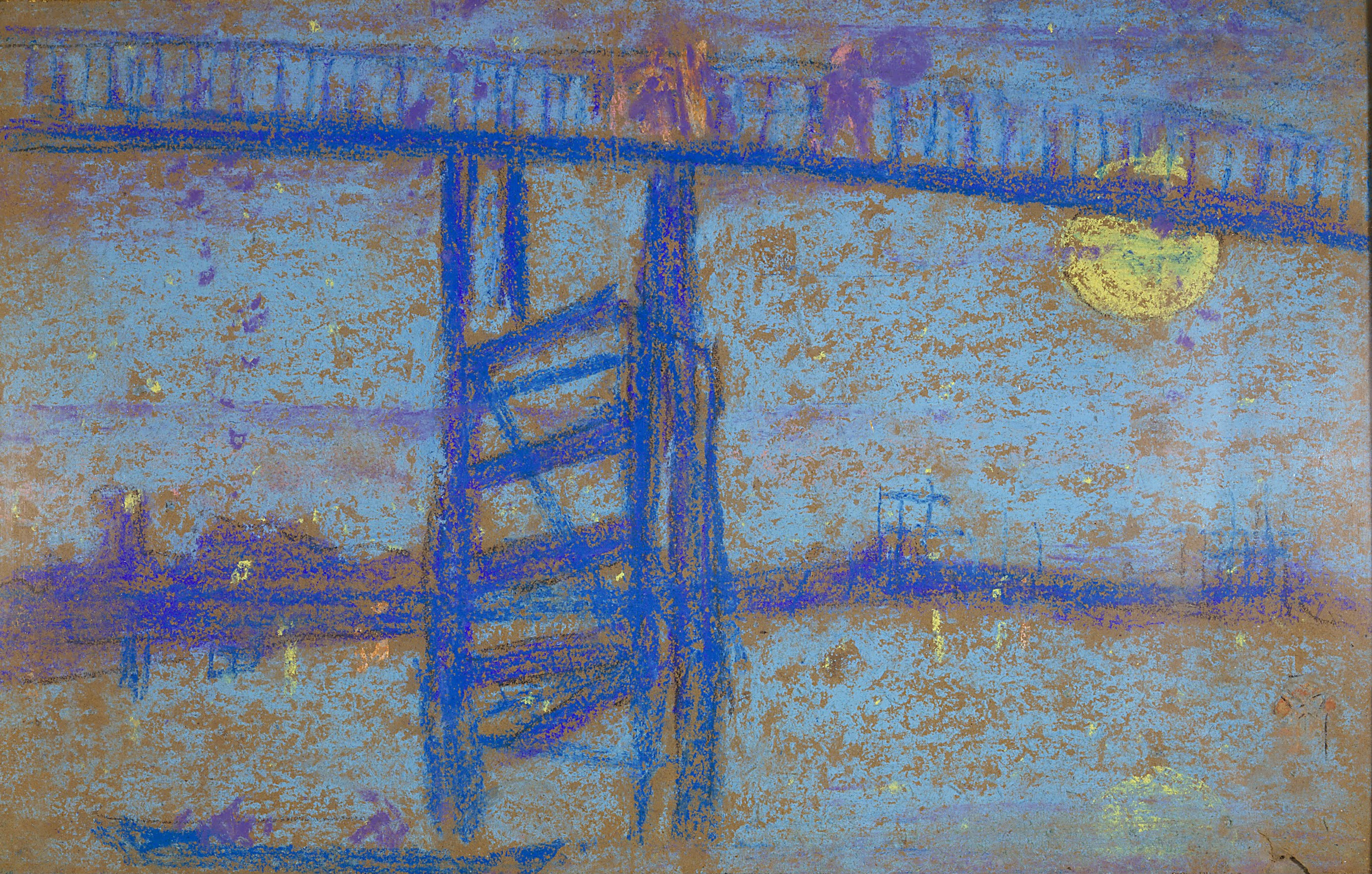
「Nocturene-Battersea Bridge」のパステルスケッチ、ホイッスラー、1872
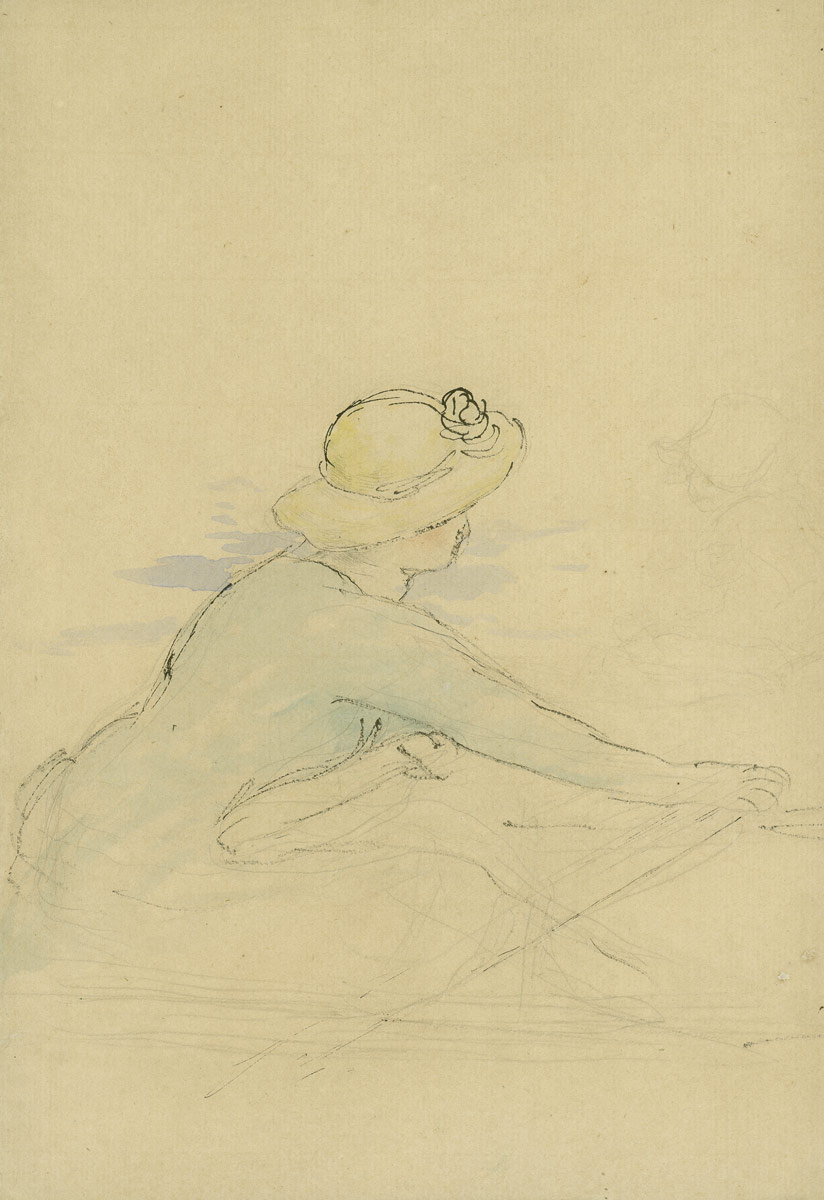
「ボートを漕ぐ女の子」鉛筆、インク、水彩画、ピエール＝オーギュスト・ルノワール、1870年代
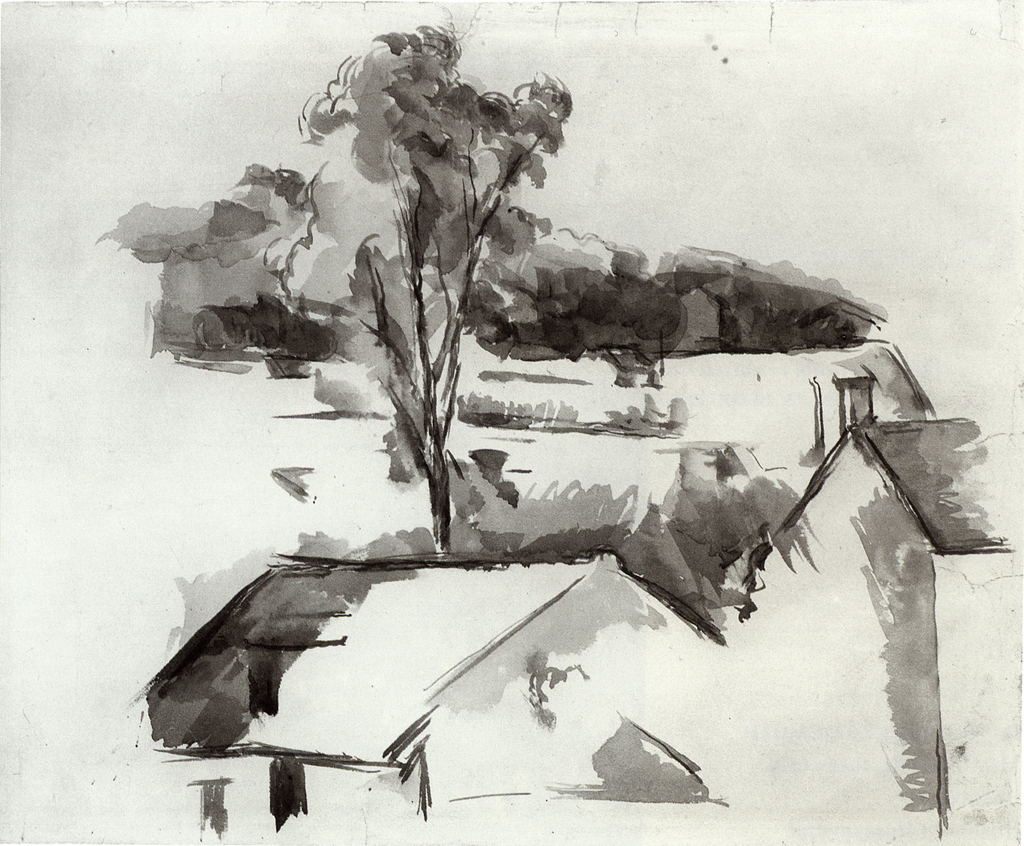
ウォッシュ法を使ったブラシとインクの風景スケッチ、ポール・セザンヌ、（1888〜90）
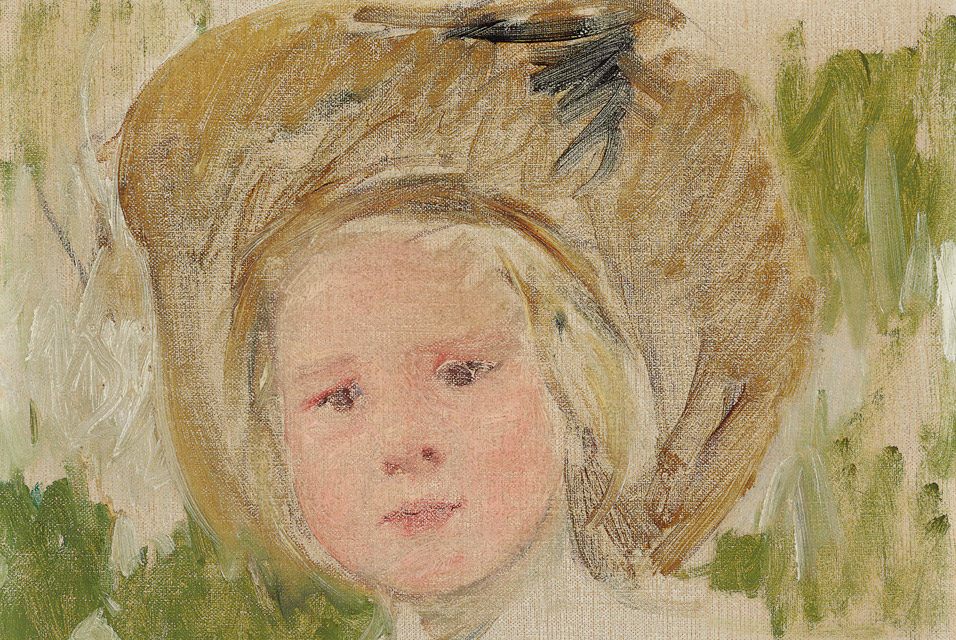
オイルスケッチ「黒いロゼット、帽子の子供」メアリー・カサット, 1910年代
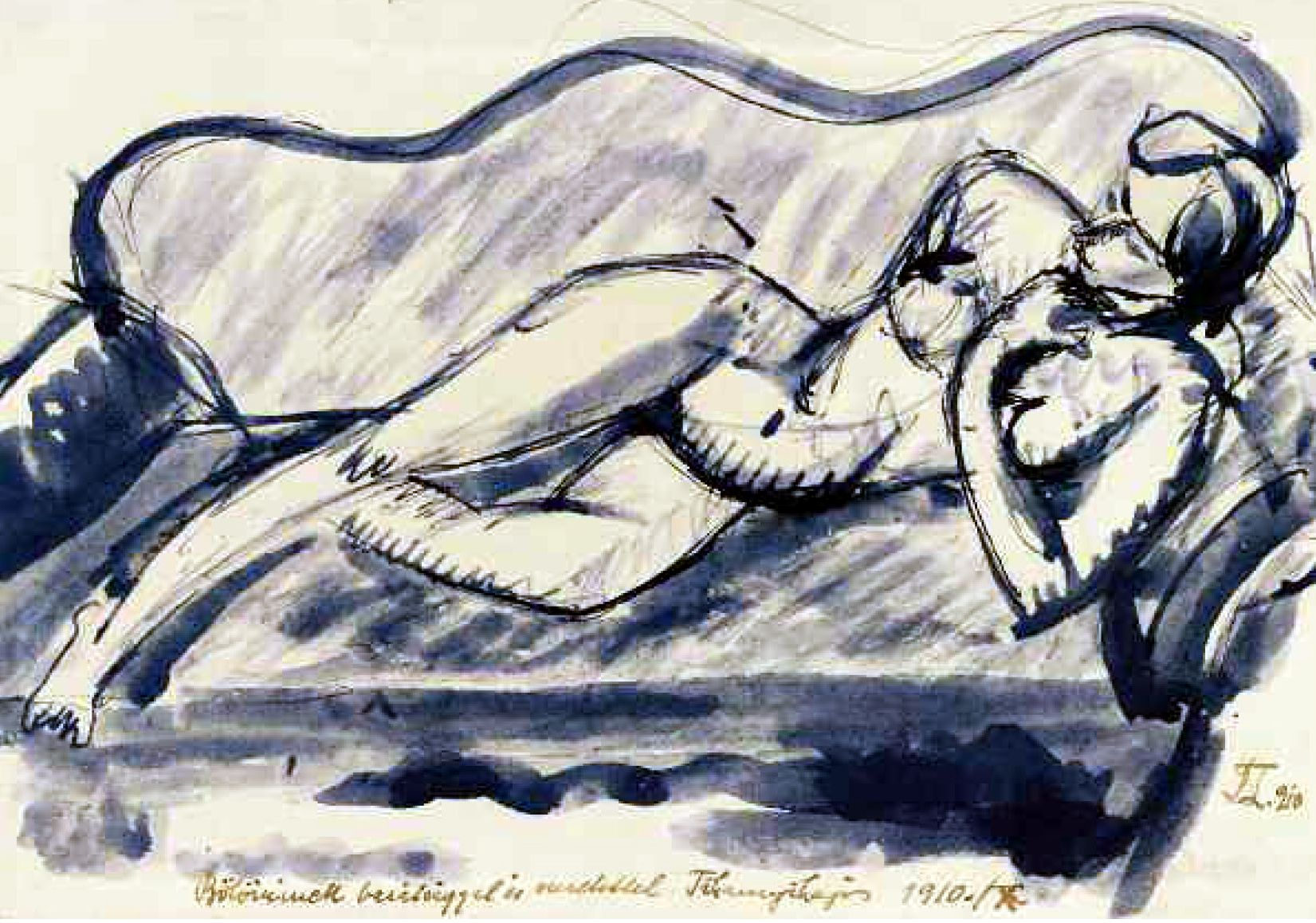
ブラシとインクウォッシュ法 「横たわるヌード」のスケッチ、ティハニ・ラヨシュ、1910
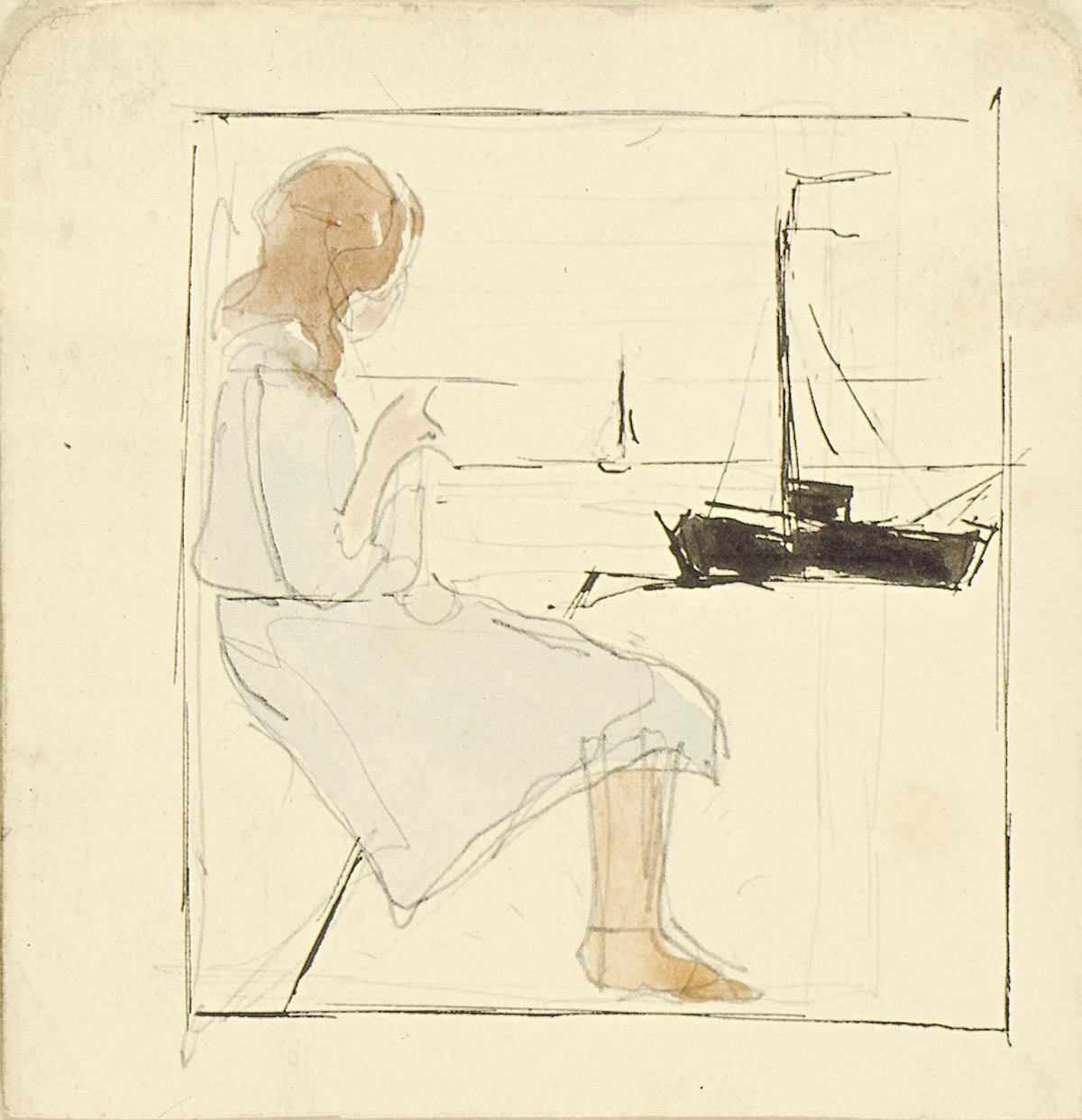
海で編む少女、鉛筆と水彩画 テオ・ファン・ドゥースブルフ、1918年
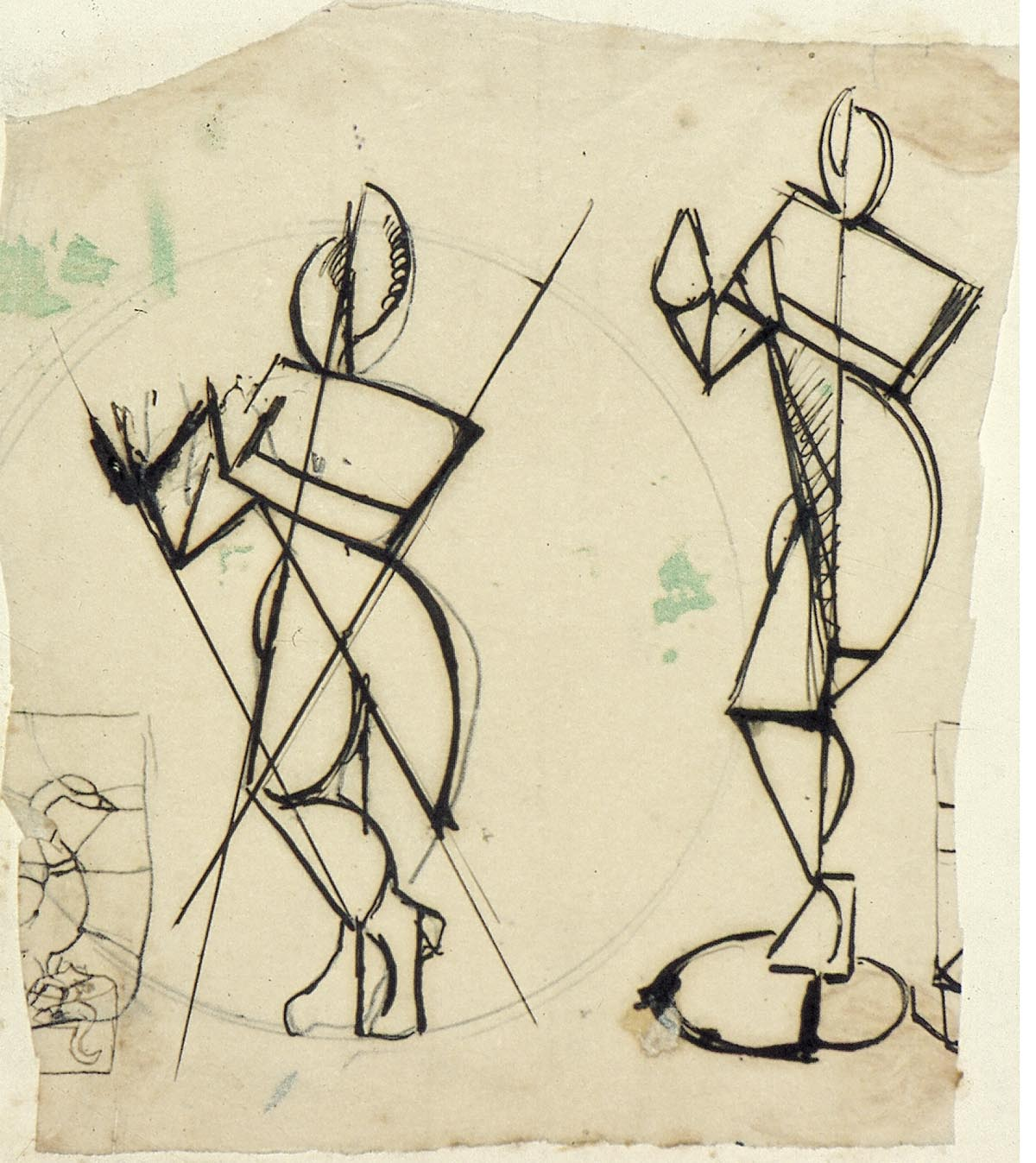
フルートを演奏するクリシュナ2種類 インクでのスケッチ、ヴァン・ズブルグ、20世紀初頭
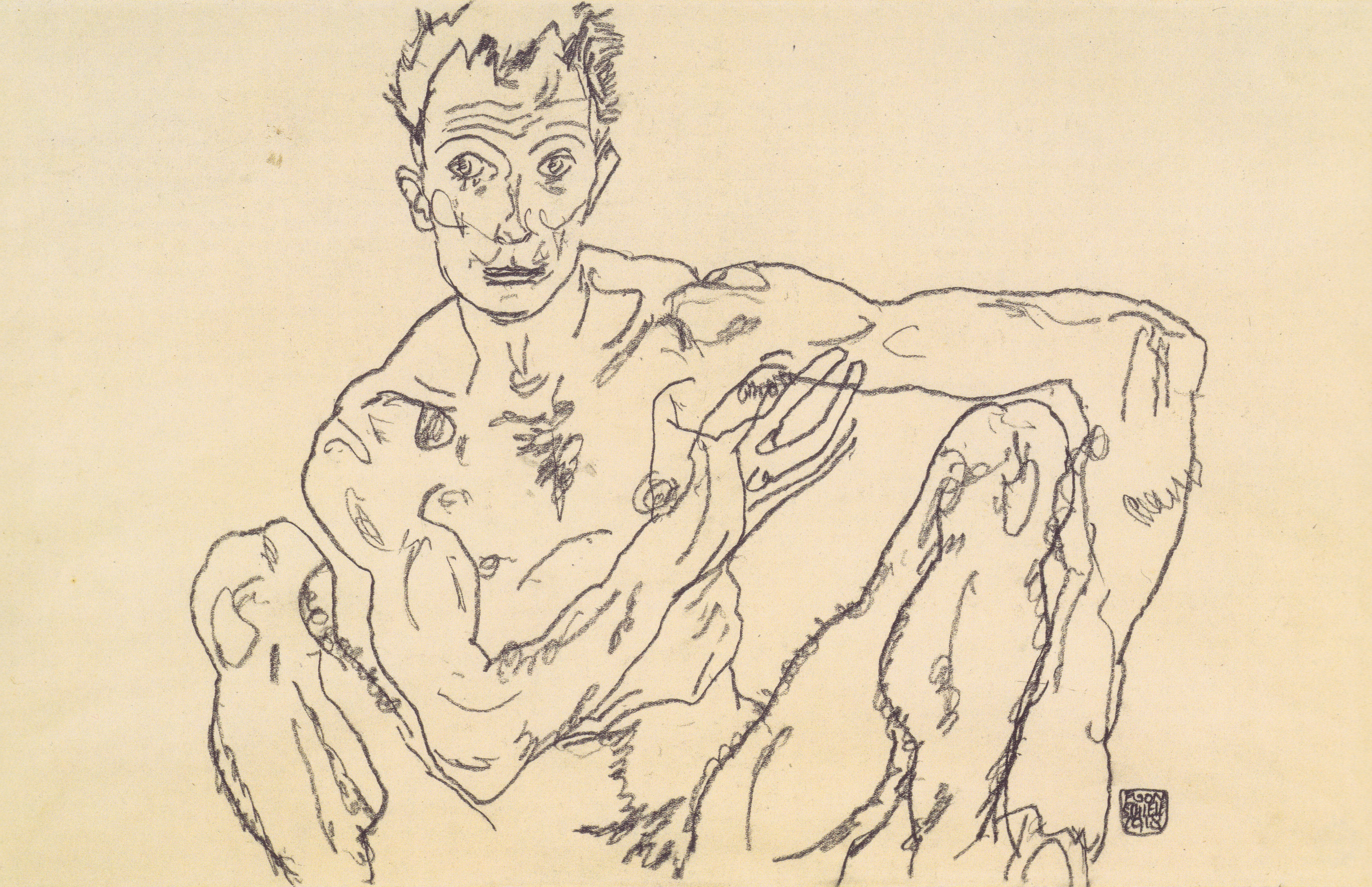
黒いクレヨン、エゴンシーレ、1918年の 男性ヌードのスケッチ
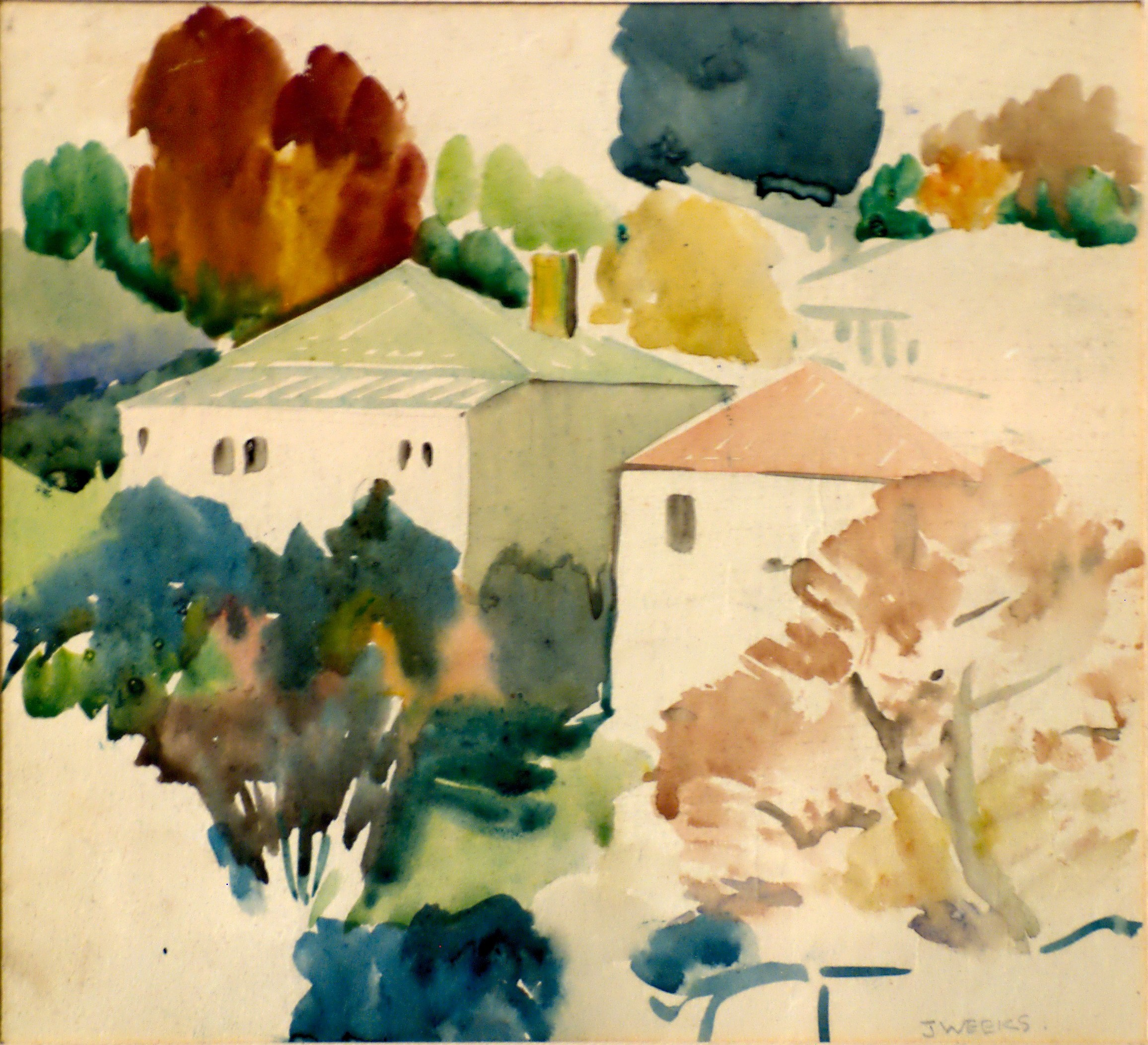
水彩風景スケッチ、ジョンウィークス, 1950年代
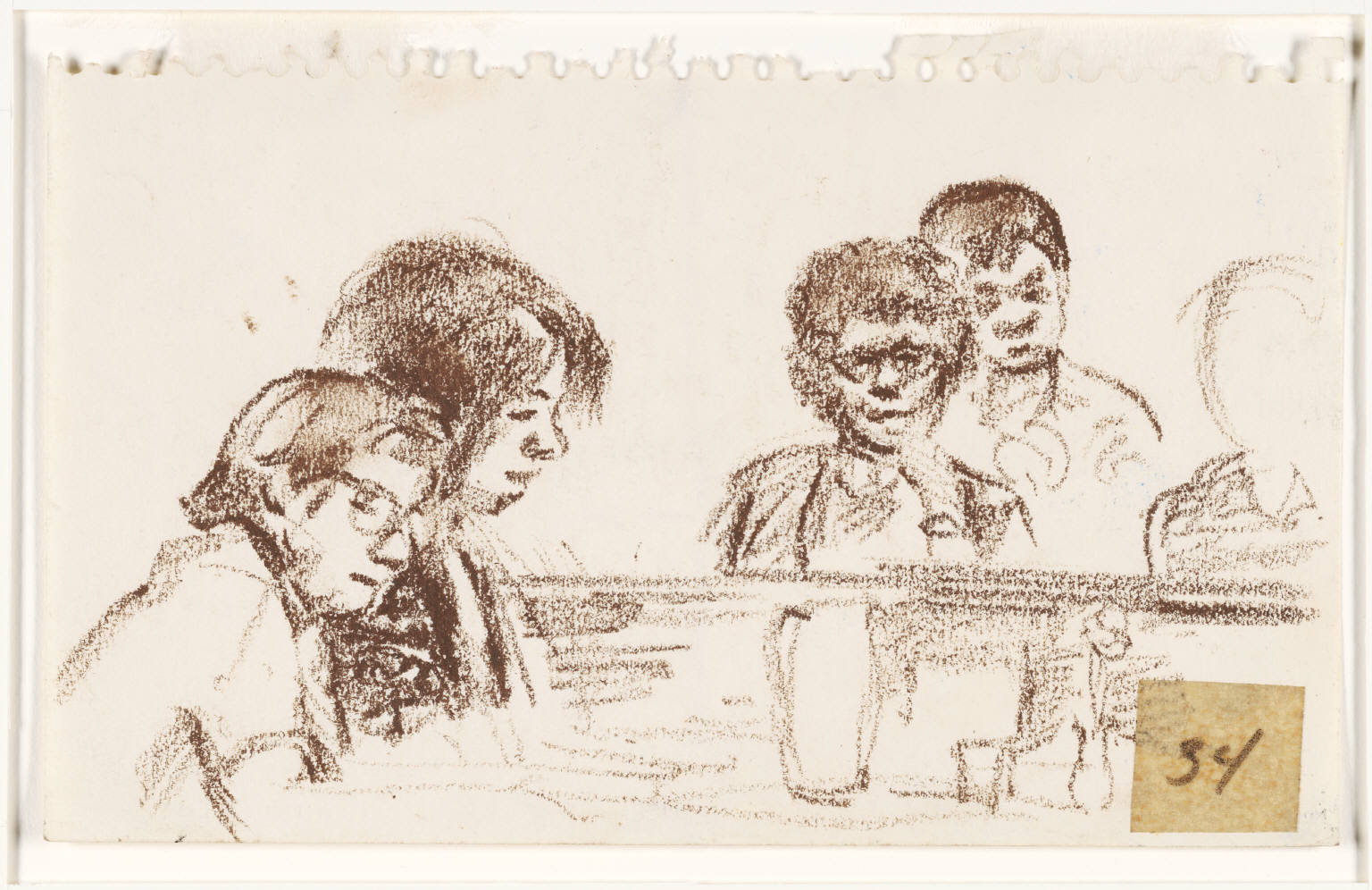
Black Panther党裁判、ニューヘイブン裁判所でのスケッチ、ロバート･テンプルトン、1971